# جوني إغان
جوني إغان (بالإنجليزية: Johnny Egan)‏ هو لاعب كرة قدم أسترالية أسترالي، ولد في 22 فبراير 1898، وتوفي في 22 أبريل 1988.

## وصلات خارجية
- جوني إغان على موقع AustralianFootball.com (الإنجليزية)
- جوني إغان على موقع AFLtables.com (الإنجليزية)